# A29 (autoestrada)
A   A 29  - Autoestrada da Costa de Prata é oficialmente uma autoestrada portuguesa que liga a   A 25 , junto à localidade de Angeja (concelho de Albergaria-a-Velha) à CRIP, em Vilar de Andorinho (Vila Nova de Gaia). Constitui-se como uma alternativa paralela à   A 1  nas viagens entre Aveiro e o Porto, servindo como eixo estruturante do litoral localizado entre estas duas cidades. Até meados da década de 2000, esta rodovia não era considerada uma autoestrada, mas sim uma via rápida com perfil transversal de autoestrada (similar ao IC19 ou IC23), estando numerada como IC1 em todos os troços que então já estavam em funcionamento.
Atravessa os municípios de Estarreja, Ovar, Espinho e Vila Nova de Gaia.
Integra a Concessão Rodoviária da Costa de Prata, atribuída à Ascendi. O troço entre Miramar e Maceda, construído pelo Estado através da Junta Autónoma de Estradas (hoje Infraestruturas de Portugal), foi inaugurado em 1995 e sinalizado como IC1. Em 2000, a responsabilidade pela manutenção deste lanço foi entregue à empresa privada Ascendi por 30 anos, no contexto da Concessão Costa de Prata, uma parceria público-privada baseada em portagens virtuais / SCUT. A concessionária foi também incumbida de prolongar o IC1, quer para norte (até ao IP1, em Vilar de Andorinho), quer para sul (até ao IP5, em Angeja). Na altura estava previsto que estes novos lanços também fossem integrados no IC1, mas em meados da década de 2000, o lanço existente foi reclassificado como autoestrada (recebendo então a numeração A29); os novos lanços do IC1 abriram já com a numeração A29. O troço entre Miramar e Gulpilhares foi construído em 2004 através da duplicação do traçado da antiga Estrada Nacional 109, o que criou notáveis obstáculos ao trânsito local, agravados pela posterior colocação de um pórtico de portagem nesse troço (em 2010).
Ainda que a qualidade do piso e do traçado seja francamente mais fraca quando comparada com a da   A 1 , continua a receber actualmente milhares de veículos por dia.
A   A 29  integra a segunda ligação por autoestrada entre Lisboa e o Porto, que ficou concluída com a abertura ao tráfego do último troço da   A 29  entre Angeja e Estarreja. A segunda autoestrada Lisboa-Porto completa um total de 308 km e facilita o acesso entre as duas cidades.
Traçado da A 29 no Google Maps e fotografias do Google StreetView

## Portagens
No dia 15 de Outubro de 2010, as autoestradas integradas nas concessões Litoral Norte, Grande Porto e Costa de Prata deixaram o regime sem custos para o utiilizador (SCUT) e passaram a ser taxadas através de portagem electrónica, concretizando um primeiro passo das aspirações do Governo português no sentido de eliminar completamente o formato SCUT. A   A 29  foi uma dessas autoestradas, existindo durante todo o percurso da mesma um total de 4 pórticos de pagamento de portagem em cada sentido.

## Histórico de Troços
Em 1997, o XIII Governo Constitucional de Portugal, devido à "necessidade do aumento da oferta de infra-estruturas rodoviárias cuja utilização, no caso de algumas auto-estradas, não represente um custo directo para o utente", definiu o programa de concurso e caderno de encargos para concursos públicos internacionais para a concessão da concepção, construção, financiamento e exploração de um conjunto de troços de SCUTs, onde se inclui o troço  Angeja-Maceda (incluindo a variante a norte de Estarreja) da A29.
| Troço                                                   | Situação                                                                                          | km   |
| ------------------------------------------------------- | ------------------------------------------------------------------------------------------------- | ---- |
| Angeja ( A 25 ) - Estarreja (norte)                     | Em serviço (09/2009) (Concessão: Costa de Prata)                                                  | 12,9 |
| Estarreja (norte) - Maceda                              | Em serviço (10/2004) (Concessão: Costa de Prata)                                                  | 15,8 |
| Maceda - Miramar                                        | Em serviço (1995) como IC 1 Reclassificado (década de 2000) para A 29 (Concessão: Costa de Prata) | 16,7 |
| Miramar - Vilar do Paraíso ( A 44 )                     | Em serviço (11/2004) (Concessão: Costa de Prata)                                                  | 2,3  |
| Vilar do Paraíso ( A 44 ) - Vilar de Andorinho ( A 20 ) | Em serviço (11/2004) (Concessão: SCUT Costa de Prata)                                             | 5,3  |

O lanço entre Miramar e a Maceda foi construído pela Junta Autónoma de Estradas em 1995 e foi mantido por este departamento do Estado até 2000, ano em que foi concessionado à empresa privada Ascendi, no contexto da Concessão Costa de Prata, uma concessão de 30 anos com portagens virtuais / SCUT. Originalmente, este lanço não tinha numeração de autoestrada, estando sinalizado como IC1 em toda a sua extensão. Na década de 2000 foi reclassificado como autoestrada, recebendo então a numeração A29.

## Perfil
| Troço                        | Perfil | Extensão |
| ---------------------------- | ------ | -------- |
| Angeja - Miramar             |        | 45,5 km  |
| Miramar - Vilar de Andorinho |        | 7,5 km   |

Na maior parte do seu percurso a   A 29  possui um perfil transversal tipo de suas vias por sentido. No troço mais antigo, construído para integrar a via rápida IC 1, as bermas são estreitas e o traçado é sinuoso, aspectos pouco condizentes com uma verdadeira auto-estrada.

## Nós de Ligação e Pórticos de Portagem

### Angeja - Vilar de Andorinho
| Número da Saída                             | km | Nome da Saída                                                            | Estrada que liga |
| ------------------------------------------- | -- | ------------------------------------------------------------------------ | ---------------- |
| \| 1                                        | 0  | Nó de Angeja Guarda / Viseu Aveiro / A 17 Ílhavo / (A 8) Lisboa          | A 25             |
| 2                                           | 7  | Estarreja (sul) Salreu                                                   | N 1-12           |
| Pórtico de Portagem de Estarreja - € 0,65   |    |                                                                          |                  |
| 3                                           | 12 | Estarreja (norte) Oliveira de Azeméis São João da Madeira Vale de Cambra | N 224            |
| Pórtico de Portagem de Ovar - € 0,45        |    |                                                                          |                  |
| 4                                           | 21 | Ovar (sul)/O. Azeméis                                                    | N 109            |
| 5                                           | 25 | Ovar (norte) Arada                                                       | N 327            |
| Pórtico de Portagem de Arada - € 0,45       |    |                                                                          |                  |
| 6                                           | 29 | Maceda Feira / S.J. Madeira                                              | N 223            |
| 7                                           | 32 | Cortegaça Rio Meão                                                       | M 527            |
| 8                                           | 34 | Esmoriz Paços de Brandão                                                 | N 1-14           |
| 9                                           | 38 | Espinho (centro) Picoto / A 1                                            | A 41             |
| 10                                          | 40 | São Félix da Marinha (sul) Espinho (praias)                              |                  |
| 11                                          | 42 | São Félix da Marinha (norte) Granja                                      |                  |
| 12                                          | 45 | Arcozelo Miramar                                                         | M 109            |
| 13                                          | 46 | Gulpilhares Moutadas                                                     |                  |
| Pórtico de Portagem de Gulpilhares - € 0,30 |    |                                                                          |                  |
| 14                                          | 48 | Valadares Gaia (Coimbrões) Porto por Pte. Arrábida                       | A 44             |
| 15                                          | 50 | Vilar do Paraíso Canelas                                                 |                  |
| 16                                          | 51 | Gaia Porto por Pte. Arrábida                                             | A 1              |
| 17                                          | 52 | Vilar de Andorinho hospital                                              | N 630            |
| 18                                          | 53 | Porto por Pte. Freixo Lisboa / Feira Oliveira de Azeméis(A32)            | A 20             |

 Nota: o preço das portagens indicado na tabela corresponde à tarifa paga por um veículo pertencente à classe 1.

## Áreas de Serviço
- Área de Serviço de Ovar (km 26)

- Área de Serviço de Vilar do Paraíso (km 48)